# Sanasi Sy
Sanasi Sy (Parijs, 4 april 1999) is een Frans voetballer van Senegalese en Malinese komaf die sinds januari 2021 uitkomt voor US Salernitana 1919. Sy is een verdediger.

## Carrière
Sy werd als geboren Parijzenaar opgeleid door Paris FC. Op zeventienjarige leeftijd verhuisde hij naar Amiens SC, waar hij op 6 september 2018 zijn eerste profcontract ondertekende. Op 5 januari 2019 maakte hij zijn officiële debuut voor de club in de Coupe de France-wedstrijd tegen Valenciennes FC. Op 27 januari 2019 maakte hij ook zijn opwachting in de Ligue 1: tegen Olympique Lyon mocht hij in de slotfase invallen voor Juan Ferney Otero.
In januari 2019 werd Sy voor de rest van het seizoen uitgeleend aan AFC Tubize. Nadat de club naar Eerste klasse amateurs degradeerde keerde Sy terug naar Amiens. Uiteindelijk kwam hij bij Amiens nog nauwelijks aan de bak, waarop hij in januari 2021 overstapte naar de Italiaanse tweedeklasser US Salernitana 1919, hoewel hij ook naar Sampdoria Genua kon.
Op 10 mei 2021 promoveerde Sy met Salernitana club naar de Serie A. Een grote bijdrage leverde Sy evenwel niet aan de promotie, want de Fransman speelde dat seizoen slechts 45 minuten: op de 23e speeldag begon hij in de basis tegen L.R. Vicenza, maar tijdens de rust moest hij geblesseerd binnenblijven.

## Clubstatistieken
| Seizoen         | Club                | Land               | Competitie      | Competitie | Competitie | Beker | Beker | Europees | Europees | Totaal | Totaal |
| Seizoen         | Club                | Land               | Competitie      | Wed.       | Dlp.       | Wed.  | Dlp.  | Wed.     | Dlp.     | Wed.   | Dlp.   |
| --------------- | ------------------- | ------------------ | --------------- | ---------- | ---------- | ----- | ----- | -------- | -------- | ------ | ------ |
| 2018/19         | Amiens SC           | Vlag van Frankrijk | Ligue 1         | 1          | 0          | 3     | 0     | —        | —        | 4      | 0      |
| 2018/19         | → AFC Tubize        | Vlag van België    | Eerste klasse B | 9          | 0          | 0     | 0     | —        | —        | 9      | 0      |
| 2019/20         | Amiens SC           | Vlag van Frankrijk | Ligue 1         | 0          | 0          | 0     | 0     | —        | —        | 0      | 0      |
| 2020/21         | Amiens SC           | Vlag van Frankrijk | Ligue 2         | 7          | 0          | 0     | 0     | —        | —        | 7      | 0      |
| 2020/21         | US Salernitana 1919 | Vlag van Italië    | Serie B         | 1          | 0          | 0     | 0     | —        | —        | 1      | 0      |
| Carrière totaal | Carrière totaal     | Carrière totaal    | Carrière totaal | 18         | 0          | 3     | 0     | 0        | 0        | 21     | 0      |

Bijgewerkt op 10 mei 2021.